# ヤンキーローズ (競走馬)
ヤンキーローズ（Yankee Rose、2013年8月7日-  ）は、オーストラリアの競走馬。
主な勝ち鞍は2016年サイアーズプロデュースステークス、スプリングチャンピオンステークス。このほか2015年ゴールデンスリッパーステークス2着、2016年コックスプレート3着など。2016/17年シーズンオーストラリア最優秀3歳牝馬。現役引退後は日本のノーザンファームに繁殖牝馬として繋養され、同国で2023年の牝馬三冠を達成したリバティアイランドを生産した。

## 競走馬時代

### デビュ―前
2013年8月7日、オーストラリアで生産される。3代母はヨークシャーオークス勝ち馬コンデッサ。近親にはデューハーストステークス勝ち馬トゥスール、京成杯などの勝ち馬ビコーペガサスやCBC賞勝ち馬シンボリグランなどがいる。
2015年、ウィデンスタッドによってイングリス社クラシック1歳セールに上場され、ダービーレーシングによって1万オーストラリアドルの安値で落札される。その後、ダービーレーシングを主宰するシンジケーターのスコット・ダービーを中心に、複数の共同所有者を加えて本馬は所有されることになった。

### 2015/16年シーズン
クラリー・コナーズ調教師の厩舎からデヴィッド・ヴァンダイク調教師のもとに転厩し、2015年10月31日ローズヒルガーデンズ競馬場で施行された2歳限定戦（芝1100メートル）でデビュー。単勝31倍の7番人気に支持された競走では、緩い発馬から道中を7番手辺りで進み、最後は2着馬を0.4馬身差交わして優勝した。続いて11月21日、2歳限定戦のゴールデンギフト（芝1100メートル）に出走。2番人気に支持され、逃げた2着馬に0.2馬身差を付けて優勝した。勝ち時計の1分4秒23は、2018年の勝ち馬タッソートに更新されるまで同競走のレースレコードであった。
その後約3か月間の未出走を経て、香港の騎手ザック・パートンを鞍上に迎え、2016年3月19日、2歳限定戦として世界最高賞金競走であるローズヒルガーデンズのゴールデンスリッパーステークス（G1、芝1200メートル）に出走。単勝21倍の7番人気に支持された。競走では、発馬でやや遅れ、残り800メートル地点を8番手で通過。最後は3番手以下に差を付けて前に迫ったが、先に抜け出した勝ち馬キャピタリストに0.5馬身差及ばず2着となった。
4月2日のサイアーズプロデュースステークス（G1、芝1400メートル）では、ヤンキーローズが単勝3.8倍の1番人気となり、ゴールデンスリッパーステークス4着のテルペリオンが4.0倍で2番人気となった。残り220メートル辺りから先頭に立ち、パートンの追いに反応すると最後はテルペリオンに対して2.5馬身を付けて優勝。これによって、薬物乱用から復帰して再開業した調教師ヴァンダイク、競走馬シンジケートに参入して8年の馬主スコット・ダービーの両者は、ともにG1競走の初勝利を達成した。その後は、シドニー2歳三冠の最終戦であるシャンペンステークスの最有力候補と目されたが、本馬の前肢の蹄に痛みが認められたため、競走の前日にこれを回避。ヴァンダイクは、ブリズベンウィンターカーニバルで本馬を復帰させる意向を示し、5月28日のG2競走サイアーズプロデュースステークスないし6月11日のG1競走J.J.アトキンスを目標とした。しかし、蹄の症状の再発によってこれを回避。本馬は4戦3勝2着1回で2歳シーズンを終えた。
2016年9月29日シドニーのフォーシーズンズホテルで開催された2015/16年シーズンのオーストラリア競馬年度表彰では、ヤンキーローズは最優秀2歳馬候補にノミネートされたが、同賞はキャピタリストが受賞した。同シーズンにおけるオーストラリアンクラシフィケーションでは、サイアーズプロデュースステークス1着の本馬に対して112ポンドのレーティングが与えられ、2歳牝馬部門では第1位、また2歳馬全体ではゴールデンスリッパーステークス1着のキャピタリスト（117）、ブルーダイヤモンドステークス1着のエクストリームチョイス（115）に続く第3位に格付けされた。また、インターナショナル・カタロギング・スタンダーズにおけるオーストラリアの同シーズン「2歳牝馬チャンピオン」に選定された。タイムフォーム誌のレーティングは120ポンドで、オーストラリアの同シーズンにおける2歳牝馬では第1位、また2歳馬全体では第3位タイと評価されている。

### 2016/17年シーズン
2016年8月2日、ヤンキーローズは休養から復帰して模擬競走で4着、次いで8月30日の模擬競走で2着となる。この間、本馬は前肢の炎症を発症し、獣医検査を受けている。9月1日、同シーズン初戦としてゴールデンローズステークス（G1、芝1400メートル）に出走。アスターン、オメイソードに続く3番人気に支持された。競走では、好発を決めた本馬が逃げを打つ展開となった。それから本馬が馬群を牽引していったが、残り250メートル辺りから後続馬に圧倒され、最終的に勝ち馬アスターンから3.5馬身差の6着に敗れた。ザック・パートン騎手は「今日の彼女は少し違いました」と述べた。
ヴァンダイクは、ヤンキーローズがゴールデンローズステークスにおいて逃げる競馬で6着に敗退したことを踏まえて、本馬が2歳時のように追い込む競馬を出来るように軌道修正を試行し、その鞍上には香港の開催で騎乗するパートンに代わってブレイク・シン騎手を手配した。10月1日、牝馬限定戦のフライトステークス（G1、芝1600メートル）に出走し、単勝2.05倍の1番人気に支持される。競走では、逃げるグローバルグラマーを馬群の後方から追走し、終盤は追い込んで差を詰めたが、最後は逃げ切った同馬に0.5馬身差及ばず2位に入線した。獣医検査では競走中の落鉄が判明している。また、2017年1月16日には、同競走の本馬について、非ステロイド性抗炎症薬であるケトロラクの陽性反応が判明することになる。聴取によれば、この薬物は、キャリアを通じて左前肢の球節に痛みを抱えていた本馬のために獣医が処方し、競走の1週間以上前に注射されたものであった。この結果として、ヴァンダイクには2万5000ドルの罰金、獣医には1万5000ドルの罰金、ヤンキーローズにはフライトステークス失格の処分が下されている。
フライトステークスを当時2着としたヤンキーローズは、その一週間後、10月8日のスプリングチャンピオンステークス（G1、芝2000メートル）に出走し、単勝2.2倍の1番人気に支持された。競走では、道中を8番手で追走し、残り80メートル辺りで外から先行馬を差し切り、2着馬に対して0.5馬身差を付けて優勝。2歳時のサイアーズプロデュースステークスに続いて、牡馬を交えた世代限定戦でG1競走2勝目を挙げる結果となった。牝馬によるスプリングチャンピオンステークス勝利は史上初であった。また、42歳のディーン・イェンダル騎手はこれによってG1競走初勝利を達成した。
2016年10月23日、ヤンキーローズは馬齢重量戦のコックスプレート（G1、芝2040メートル）に出走し、斤量47.5キログラムの3歳牝馬として古馬と対戦することになった。単勝1.8倍の本命馬ウィンクス、同5倍の対抗馬ハートネルの対戦が注目されるなか、本馬が13倍の3番人気に支持された。競走では、中盤はウィンクスを見ながら内ラチ側を追走し、終盤は大外を回って進出。突き抜けたウィンクスが8馬身差で勝利したなかで、ヤンキーローズは2着馬ハートネルからさらに0.75馬身差遅れて3着に入った。競走後、ヴァンダイクは、「ゴールデンスリッパー2着、コックスプレート3着、そしてG1を2勝。我々はこれまで長い間見てきた中で最高のスーパースターに出会うことができました」と述べ、本馬を高く評価した。
コックスプレートで3着に入ったヤンキーローズは、次いで、クラウンオークス（G1、芝2500メートル）の最有力馬と見なされた。11月3日、本馬は単勝1.95倍の1番人気でクラウンオークスに出走。競走では、単勝101倍の未勝利馬ラスケティピットが逃げ切って優勝し、対してヤンキーローズは後方待機から15頭立ての14着に敗れた。競走後、X線検査によって左肢の膝に骨片が発見された。その後は長期休養を余儀なくされた。ウィンターカーニバルで復帰する計画もあったが、これは「蹄葉炎のような症状」によって中止された。
2017年10月8日クイーンズランド州のモーダポートサイドで開催された2016/17年シーズンのオーストラリア競馬年度表彰では、ヤンキーローズは最優秀3歳牝馬に選出された。このほか、2016年初めからヴァンダイク厩舎が拠点としていたクイーンズランド州の同シーズンにおける年度代表馬および3歳馬に選出されている。同シーズンにおけるオーストラリアンクラシフィケーションでは、本馬のコックスプレート3着に対して115ポンドのレーティングが与えられ、3歳牝馬部門ではオーストラリアンオークス1着のボンネヴァルと並ぶ第1位タイ、2016年度ワールドベストレースホースランキングでは同年世界218位タイに格付けされた。また、インターナショナル・カタロギング・スタンダーズにおけるオーストラリアの同シーズン「3歳牝馬チャンピオン」に選定された。

### 2017/18年シーズン
前走で大敗して以来出走していなかったヤンキーローズは、2017年のメムジーステークス（G1、芝1400メートル）での復帰を目標に、同年7月11日模擬競走に出走。ヴァンダイク調教師は、本馬の引退の可能性を示唆しつつ、調整を進めた。9月2日、5番人気でメムジーステークスに出走。ほぼ10か月振りの実戦となった。競走では、道中は中団を追走し、残り200メートル辺りでは鞍上のイェンダル騎手が鞭と手綱を絡ませる事態になりながら前方を追ったが、最終的に勝ち馬ベガマジックから6馬身差の9着に敗れた。帰厩後、本馬の跛行が確認された。今回の跛行やこれまでの既往歴を踏まえて、9月13日、ヴァンダイクは本馬を繁殖牝馬として売却することになるだろうという旨を発表した。最終的に、1歳時に1万オーストラリアドルの価格で購買された本馬は、生涯獲得賞金200万オーストラリアドル以上を稼いで現役を引退する結果となった。引退後、日本の吉田勝己によって購買された。

## 競走成績
以下の内容は、RACING.COMによる。
| 出走日     | 競馬場               | 競走名                  | 格 | 頭数 | オッズ（人気） | 着順 | 騎手         | 斤量 | 距離（馬場）     | タイム  | 着差      | 1着（2着）馬      |
| ---------- | -------------------- | ----------------------- | -- | ---- | -------------- | ---- | ------------ | ---- | ---------------- | ------- | --------- | ----------------- |
| 2015.10.31 | ローズヒルガーデンズ | 条件戦                  |    | 9    | 31.00（7人）   | 01着 | J.コレット   | 54.5 | 芝1100m（Good3） | 1:04.76 | 00.4馬身  | （Faraway Town）  |
| 0000.11.21 | ローズヒルガーデンズ | ゴールデンローズ        |    | 7    | 04.00（2人）   | 01着 | J.コレット   | 55.0 | 芝1100m（Good3） | 1:04.23 | 00.2馬身  | （Good Standing） |
| 2016.03.19 | ローズヒルガーデンズ | ゴールデンスリッパーS   | G1 | 16   | 21.00（7人）   | 02着 | Z.パートン   | 54.5 | 芝1200m（Good4） | -       | 00.5馬身  | Capitalist        |
| 0000.04.02 | ランドウィック       | サイアーズプロデュースS | G1 | 12   | 03.80（1人）   | 01着 | Z.パートン   | 54.5 | 芝1400m（Soft6） | 1:24.38 | 02.5馬身  | （Telperion）     |
| 0000.09.01 | ローズヒルガーデンズ | ゴールデンローズS       | G1 | 14   | 05.00（3人）   | 06着 | Z.パートン   | 54.5 | 芝1400m（Good4） | -       | 03.5馬身  | Astern            |
| 0000.10.01 | ランドウィック       | フライトS               | G1 | 6    | 02.05（1人）   | 失格 | B.シン       | 56.0 | 芝1600m（Good3） | -       | -         | Global Glamour    |
| 0000.10.08 | ランドウィック       | スプリングチャンピオンS | G1 | 11   | 02.20（1人）   | 01着 | D.イェンダル | 54.5 | 芝2000m（Good3） | 2:02.43 | 00.5馬身  | （Swear）         |
| 0000.10.22 | ムーニーバレー       | コックスプレート        | G1 | 10   | 13.00（3人）   | 03着 | D.イェンダル | 47.5 | 芝2040m（Soft5） | -       | 08.75馬身 | Winx              |
| 0000.11.03 | フレミントン         | クラウンオークス        | G1 | 15   | 01.95（1人）   | 14着 | B.シン       | 55.5 | 芝2500m（Good3） | -       | 20.4馬身  | Lasqueti Spirit   |
| 2017.09.02 | コーフィールド       | メムジーS               | G1 | 11   | 17.00（5人）   | 09着 | D.イェンダル | 56.5 | 芝1400m（Good3） | -       | 05.95馬身 | Vega Magic        |

## 繁殖牝馬時代
2017年に日本へ輸入。繁殖牝馬としてノーザンレーシングによって所有され、ノーザンファームで繋養された。
2019年7月9日、父ディープインパクトの当歳牝駒がセレクトセールに上場され、金子真人ホールディングスによって同日の牝馬として最高価格である2億1000万円で落札された。2020年2月2日、ドゥラメンテとの配合によって牝駒リバティアイランドを生産。同馬は、競走馬として2022年の阪神ジュベナイルフィリーズを優勝し、同年JRA賞最優秀2歳牝馬を受賞した。さらにクラシック三冠レースを制し、2023JRA賞最優秀3歳牝馬を受賞した。2021年7月13日、父ロードカナロアの当歳牡駒、ダノンモンブランがセレクトセールに上場され、ダノックスによって同日2位の価格である3億7000万円で落札された。
|       | 馬名               | 生年   | 性 | 毛色   | 父                 | 馬主                           | 厩舎             | 戦績                | 主な勝ち鞍                                                                                        | 出典          |
| ----- | ------------------ | ------ | -- | ------ | ------------------ | ------------------------------ | ---------------- | ------------------- | ------------------------------------------------------------------------------------------------- | ------------- |
| 初仔  | ロムネヤ           | 2019年 | 牝 | 鹿毛   | ディープインパクト | 金子真人ホールディングス（株） | 美浦・国枝栄     | 21戦2勝（現役）     |                                                                                                   | [ 71 ]        |
| 2番仔 | リバティアイランド | 2020年 | 牝 | 鹿毛   | ドゥラメンテ       | （有）サンデーレーシング       | 栗東・中内田充正 | 12戦5勝（予後不良） | 2022年阪神ジュベナイルフィリーズ（GI） 2023年桜花賞（GI） 2023年優駿牝馬（GI） 2023年秋華賞（GI） | [ 72 ] [ 73 ] |
| 3番仔 | ダノンモンブラン   | 2021年 | 牡 | 黒鹿毛 | ロードカナロア     | （株）ダノックス               | 栗東・中内田充正 | 3戦0勝（引退）      |                                                                                                   | [ 74 ]        |
| 4番仔 | マディソンガール   | 2022年 | 牝 | 黒鹿毛 | キズナ             | （有）サンデーレーシング       | 栗東・中内田充正 | 3戦1勝（現役）      |                                                                                                   | [ 75 ]        |
| 5番仔 | コニーアイランド   | 2023年 | 牝 | 青毛   | コントレイル       | （有）サンデーレーシング       | 栗東・中内田充正 | 1戦1勝（現役）      |                                                                                                   | [ 76 ]        |
| 6番仔 |                    | 2024年 | 牡 | 鹿毛   | サートゥルナーリア |                                |                  |                     |                                                                                                   | [ 77 ]        |
| 7番仔 |                    | 2025年 | 牝 |        | イクイノックス     |                                |                  |                     |                                                                                                   | [ 78 ]        |

- 2025年8月2日現在

## 血統表
| ヤンキーローズの血統        | ヤンキーローズの血統                                                          | ヤンキーローズの血統                                                          | （血統表の出典）                                                              | （血統表の出典） |
| 父系                        | ロベルト系                                                                    | ロベルト系                                                                    | ロベルト系                                                                    | [ § 2 ]          |
| 父 All American 2005 黒鹿毛 | 父の父Red Ransom 1987 鹿毛                                                    | Roberto                                                                       | Hail to Reason                                                                | Hail to Reason   |
| 父 All American 2005 黒鹿毛 | 父の父Red Ransom 1987 鹿毛                                                    | Roberto                                                                       | Bramalea                                                                      |                  |
| 父 All American 2005 黒鹿毛 | 父の父Red Ransom 1987 鹿毛                                                    | *アラビアII                                                                   | Damascus                                                                      | Damascus         |
| 父 All American 2005 黒鹿毛 | 父の父Red Ransom 1987 鹿毛                                                    | *アラビアII                                                                   | Christmas Wind                                                                |                  |
| 父 All American 2005 黒鹿毛 | 父の母Milva 1994 黒鹿毛                                                       | Strawberry Road                                                               | Whiskey Road                                                                  | Whiskey Road     |
| 父 All American 2005 黒鹿毛 | 父の母Milva 1994 黒鹿毛                                                       | Strawberry Road                                                               | Giftisa                                                                       |                  |
| 父 All American 2005 黒鹿毛 | 父の母Milva 1994 黒鹿毛                                                       | Tersa                                                                         | Mr. Prospector                                                                | Mr. Prospector   |
| 父 All American 2005 黒鹿毛 | 父の母Milva 1994 黒鹿毛                                                       | Tersa                                                                         | Peacefully                                                                    |                  |
| 母 Condesaar 2004 黒鹿毛    | 母の父*ザール Xaar 1995 黒鹿毛                                                | Zafonic                                                                       | Gone West                                                                     | Gone West        |
| 母 Condesaar 2004 黒鹿毛    | 母の父*ザール Xaar 1995 黒鹿毛                                                | Zafonic                                                                       | Zaizafon                                                                      |                  |
| 母 Condesaar 2004 黒鹿毛    | 母の父*ザール Xaar 1995 黒鹿毛                                                | Monroe                                                                        | Sir Ivor                                                                      | Sir Ivor         |
| 母 Condesaar 2004 黒鹿毛    | 母の父*ザール Xaar 1995 黒鹿毛                                                | Monroe                                                                        | Best in Show                                                                  |                  |
| 母 Condesaar 2004 黒鹿毛    | 母の母Condescendance 1997 黒鹿毛                                              | El Gran Senor                                                                 | Northern Dancer                                                               | Northern Dancer  |
| 母 Condesaar 2004 黒鹿毛    | 母の母Condescendance 1997 黒鹿毛                                              | El Gran Senor                                                                 | Sex Appeal                                                                    |                  |
| 母 Condesaar 2004 黒鹿毛    | 母の母Condescendance 1997 黒鹿毛                                              | Condessa                                                                      | Condorcet                                                                     | Condorcet        |
| 母 Condesaar 2004 黒鹿毛    | 母の母Condescendance 1997 黒鹿毛                                              | Condessa                                                                      | Varinessa                                                                     |                  |
| 母系(F-No.)                 | (FN:5-h)                                                                      | (FN:5-h)                                                                      | (FN:5-h)                                                                      | [ § 3 ]          |
| 5代内の近親交配             | Mr. Prospector 4×5 ＝ 9.38％、Best in Show 4・5 ＝ 9.38％、Nearctic ＝ 6.25％ | Mr. Prospector 4×5 ＝ 9.38％、Best in Show 4・5 ＝ 9.38％、Nearctic ＝ 6.25％ | Mr. Prospector 4×5 ＝ 9.38％、Best in Show 4・5 ＝ 9.38％、Nearctic ＝ 6.25％ | [ § 4 ]          |
| 出典                        | 1. 2. 3. 4.                                                                   | 1. 2. 3. 4.                                                                   | 1. 2. 3. 4.                                                                   | 1. 2. 3. 4.      |